# کلان‌شهر مستقل بری
کلان‌شهر مستقل بری (به انگلیسی: Metropolitan Borough of Bury) یک کلان‌شهر مستقل در انگلستان است که در منچستر بزرگ واقع شده‌است.